# スチールスピン
スチールスピン（STEEL SPINE）とは、タイトーのコンピューターゲーム『ダライアスII』に登場するボスキャラクターで、架空の宇宙戦艦。ここでは同シリーズの他のフグモチーフのキャラクターも記載。

## 特徴
本来は『ダライアス』に登場する予定だったものの、ボツになり、『ダライアスII』に登場することになったボスキャラクター。
ステージ2Bゾーンのボス、アロイランタンの腹部の中で待ち受けているハリセンボン型戦艦。
艦体をハリセンボンの特徴である鋭い棘状突起で覆っている。その棘部分は砲台となっている。

## 能力
棘状砲台から弾をばらまく、そして、舷側側からロングレーザーを4連射し、背鰭と尻鰭からはホーミングミサイルを撃つ。
口部分が弱点だが、艦体周囲にV、Zゾーン最終ボスのバイオストロングに似た球体でガードしており、更に、これを飛ばしたりしてくる。この部分を撤去しない限りは非常に狙いづらくなっている。破壊すると、再生はしない。
核トーチカを使えば、この周囲の球体と背鰭、尻鰭、尾鰭を一気に破壊することが出来る。

## メガドライブ版
メガドライブ版『ダライアスII』では、アロイランタン内部に入ることが出来なくなった為に、スチールスピンは4ステージボスに変更された。なお、アーケード版の4ステージボスのレッドクラブは、6面ボスとなっている。
基本的にアーケード版と変わらないが、ステージによっては核トーチカが現れない。また、アーケード版ではBGMは「BOSS2」だったが、こちらは無音。

## その他の出演

### スーパーダライアス
PCエンジン版『スーパーダライアス』では、ダライアスIIと異なり、全身の棘からレーザーを撃ってきて、更に舷側砲塔からは太いレーザーを撃ち、アーケード版よりも攻撃力が増している。
但し、ホーミングミサイルや周囲をガードする球体は無いので、防御力は弱い。

### スーパーダライアスII
中ボスで登場。尚、後述するバーストアウトも中ボスで登場している。

### ダライアス外伝
『ダライアス外伝』では、Jゾーン背景に登場。

### ダライアスバースト　アナザークロニクル
星系開放時に表示される「戦場記録」に登場する。『ダライアスバースト』に登場したミラージュキャッスルの砲台ユニットを装備しない本体部分と同型の艦であり、同名ボスながらもデザインが異なる。また、スペルが『STEEL SPIN』になっている。

## ミラージュキャッスル（MIRAGE CASTLE）
『ダライアスバースト』の4ステージE、F、Gゾーンには、本艦と同じハリセンボン型戦艦のミラージュキャッスル（MIRAGE CASTLE）が登場する。
周囲を砲台で囲み、その砲台から通常弾とロングレーザー、硬質弾を多数撃ってくる。砲台は破壊可能だが耐久力が高い上に、一定数破壊されるか本体がある程度ダメージを受けると全て破棄するため、全部剥がすのは難しい。
本体は棘状部分から通常弾と、自機に対し１回または２回屈折するレーザーを撃ち、口からバーストビームを発射する。
ミッションモードにてオリジンシルバーホークで戦う場合、BGMはダライアスⅠの「BOSS5」になる。
『ダライアスバースト アナザークロニクル』には砲台ユニットのタイプが異なりレーザーやホーミングレーザーを放つ亜種・ファントムキャッスル（PHANTOM CASTLE）や、ミラージュキャッスルとファントムキャッスルの本体のみで構成するデュアルスピン（DUAL SPIN）も登場する。

## フグ型戦艦
本種と同じフグ科魚類モデルの巨大戦艦には、以下のようなものがある。なお、別の同社ゲーム『メタルブラック』には、アガジオというヤリマンボウ型の敵キャラが登場する。

### バーストアウト（BURST OUT）
ダライアスに登場予定だったが、ボツとなり、スーパーダライアスで復活したフグ型戦艦。
本当のフグのように体を膨張させ、収縮させながら全身から弾を撃ち、口から太いレーザー砲を撃つ。頭部ヘルメット部と、背鰭が破壊可能パーツ。
スーパーファミコン『ダライアスツイン』と、PCエンジン『スーパーダライアスII』でも中ボスとして登場する。なお、ダライアスツインではデスボール（DEATH BALL）と改名されている。

### ビッグマーマン（BIG MERMAN）
ゲームボーイ版『サーガイア』に登場するマンボウ型のボスで、4ステージボスラッシュ面の最後のボスで登場。
舷側砲塔から4連放物線弾、頭部からレーザー弾とホーミングミサイル、上下鰭からウェーブを発射する。
上下鰭と舷側砲塔は破壊可能。

### ヒートアロー（HEAT ARROW）
スーパーダライアスIIの最終ゾーンZに登場するマンボウ型戦艦。
画面を往復して体当たり攻撃をしたり、口から大型レーザー弾3連射や、太いロングレーザーに破裂する５方向弾を吐いてくる。口の中が弱点で、同じく上下鰭破壊可能。

### オーディアストライデント（ODIOUS TRIDENT）
ダライアス外伝の最終ゾーンYに登場するマンボウモチーフの巨大戦艦。
熱帯雨林ゾーンの最後のスコールの後の虹が架かった森の中から鳥達を追い出して森を割いて出現し、浮上する際に切り離し式のブースターを使って浮き上がった後に、背景が真っ赤な空となった状態で攻撃態勢に移行する。
頭部発光体が弱点だが、後部アフターバーナーによる熱殺攻撃に、腹部有線ファンネルからの連射レーザー弾と、二方向レーザー弾、後部砲台群から耐久力の高い子マンボウ弾と回転式ホーミングレーザーと多連レーザー、腹部からスプレッドボム型ミサイルを撃つ。
前後に電磁石のような形で分離し、自機を挟み込むようにして動いて、前側艦体からは連装レーザー弾とジーザスミサイルを発射する。
上下鰭と胸鰭、二基のファンネル砲台が破壊可能だが、連装式ファンネル砲台を破壊すれば、後部レーザー砲台からGゾーンのプリックリィアングラーやダブルディーラーが持つ回転式のホーミングレーザーを撃つが、連射式を破壊したならば、後部砲台のショートレーザー乱射攻撃がはじまり、後者の場合はボンバー無しでの回避がほぼ不可能になり、マンボウ型のみならず、フグ魚類型戦艦では、シリーズ最強だといえる。
撃沈したエンディングでは、森林に住む現地民と交流を結ぶものとなる。